# Can Mainegre
Can Mainegre és un edifici al terme municipal de Sant Martí de Llémena (el Gironès). Realitzat amb pedra volcànica de la zona, és de planta rectangular, de planta baixa i un pis, teulat a dues aigües i carener perpendicular a la façana principal. L'arrebossat ha caigut. Porta semi-dovellada de pedra calcària, amb finestra gòtica d'arc conopial a sobre, amb guardapols i ampit motllurats, impostes florals, i espitllera a sota. La finestra està descentrada respecte la porta. La façana es clou amb un ràfec de teules volades. La finestra gòtica està aixoplugada per un petit teulat de teules a dues aigües. Les façanes laterals tenen finestres de llinda planera i d'altres actuals de llinda recta.